# Андреев, Аркадий Григорьевич
Андреев Аркадий Григорьевич (8 февраля 1900 — 22 июня 1957) — советский военный строитель, инженер-полковник, главный инженер Управления строительства «Сибхимстрой», начальник строительства города Железногорска (1953—1957).

## Биография
Родился в местечке Топорня Вологодской губернии 26 января (8 февраля по новому стилю) 1900 года в семье служащего лесного хозяйства, выходца из крестьян. Затем семья переехала в Тотьму Вологодской губернии.
В апреле 1917 года окончил реальное училище и подал заявление в Петроградский политехнический институт. Был принят, но окончить ВУЗ ему не пришлось (ЦГА СПб Ф. Р-3121. Опись 2. Дело 135). В августе 1918 года в Тотьме было объявлено осадное положение.
Участник Гражданской войны, в 1918-1921 годах служил в частях Красной Армии на Северном фронте. В 1919 году вступил в РКП(б).
В 1935 году получил звание военного инженера-строителя, окончив Военно-инженерную академию. В 1938 году был арестован по доносу, два года провел в застенках. Сила воли и жизнелюбие помогли Андрееву не сломаться. В 1940 году он был полностью реабилитирован и восстановлен в партии.

### Великая Отечественная война
В годы Великой Отечественной войны военный инженер I ранга Андреев — начальник «специального строительства»: руководит возведением оборонительных сооружений на Южном фронте, под Воронежем, в Вологодской, Ярославской областях. Заместитель командующего 6-й сапёрной армией, он командует крупным соединением инженерных войск в составе Сталинградского, а затем 2-го Белорусского фронтов. Инженерные части, которыми командовал Андреев, прошли боевой путь через города: Красное, Смоленск, Могилёв, Минск, Гродно, Августово, Млыва, Кенигсберг, выполняя инженерное обеспечение наступательных операций наших войск и закрепляя оборонительные рубежи.
Приходилось возводить сложные инженерные высоководные железнодорожные и автомобильные мосты через крупные многоводные реки: Неман, Нарев, Висла, Одер и другие, которые встречались на пути следования наступательных операций советских войск. Последний мост под командованием полковника Андреева был построен через реку Одер между городами Шведт и Щецин.

### После войны
В 1946 году его назначают начальником Военно-строительного Управления в городе Рига, в 1948 году — первым заместителем и главным инженером войсковой части 31516, осуществлявшей строительство Семипалатинского испытательного полигона и жилого посёлка.
В 1950 году Аркадий Григорьевич был направлен в Сибирь на новую стройку промышленного объекта атомной промышленности, в распоряжение генерала М. М. Царевского. С первых дней отношения между Царевским и Андреевым основывались на взаимопонимании и доверии. Оба сознавали, что строится не имеющий аналогов подземный объект. Надо было строить город: удобный, современный, красивый, с асфальтированными улицами и каменными домами, обучать прибывающих солдат и заключённых строительным специальностям, организовать заготовку леса — строить деревообрабатывающий комбинат. Завезти передвижные электростанции, построить ЛЭП от Красноярской ТЭЦ (потом на комбинате будет своя ТЭЦ под землёй). Горные работы выполняли московские метростроевцы.
В 1953 году Царевского перевели на другую стройку, Андреев стал исполняющим обязанности начальника строительства. 28 октября 1953 года его утвердили в должности начальника строительства железных рудников и управления военно-строительных частей.
В 1954 году Семипалатинск получил статус города, А. Г. Андреев был избран депутатом городского Совета, стал членом Городского комитета КПСС.
22 июня 1957 года А. Г. Андреев умер от обширного инфаркта. Похоронен в Москве на Новодевичьем кладбище.

## Память
- 25 июня 1957 года на пленуме горкома будущий директор 99-й школы, а в то время инструктор горкома партии Любовь Петровна Авдиенко предложила назвать улицу Набережную вдоль берегов ручья Байкал именем Андреева. Предложение приняли единогласно.
- 25 октября 1975 года, к 75-летию Аркадия Григорьевича Андреева, рядом с кинотеатром «Космос» ему была открыта памятная стела, выполненная по проекту Валерия Григорьева.

## Награды
- За боевые действия и трудовые успехи Аркадий Григорьевич Андреев был награждён двумя орденами Ленина (24.06.1948, 29.10.1949), тремя орденами Красного Знамени (3.11.1944, 2.04.1945, 30.04.1954), двумя орденами Отечественной войны 1-й степени (6.11.1943, 3.09.1944), орденом Отечественной войны 2-й степени(13.09.1944), орденом Трудового Красного Знамени, а также медалями[2].
- Имел иностранные награды: (орден «Крест Грюнвальда» 2-й степени (Польша)), медали.